# Dunbar (Szkocja)
Dunbar (gael. Dùn Bàrr, scots Dunbaur) – miasto w południowo-wschodniej Szkocji, w hrabstwie East Lothian, położone nad Morzem Północnym. W 2011 roku liczyło 8486 mieszkańców.
Co najmniej od wczesnego średniowiecza w miejscu tym, na skalistym wzniesieniu nad brzegiem morza istniały drewniane fortyfikacje, wokół których z czasem powstało miasto. W XI wieku na ich miejscu wzniesiony został z kamienia zamek Dunbar Castle. Strategiczne położenie, przy drodze prowadzącej z Anglii do szkockiej stolicy, Edynburga sprawiło, że w XIII–XVI wieku zamek był wielokrotnie oblegany i zdobywany, a samo miasto plądrowane podczas licznych konfliktów z Anglikami. W 1568 roku zamek ostatecznie rozebrano. W 1650 roku w bitwie pod Dunbar siły angielskich parlamentarzystów odniosły zdecydowane zwycięstwo nad szkockimi rojalistami.
Do zabytków należą ruiny zamku, pozostający w użyciu ratusz z 1620 roku oraz kościół parafialny z 1821 roku (zniszczony w pożarze w 1987 roku i odbudowany). W Dunbar znajdują się dwa nabrzeża, starsze – Old Harbour lub Cromwell Harbour z XVII wieku oraz Victoria Harbour z lat 40. XIX wieku, w przeszłości chronione przez baterię artylerii (pozostałości zachowane do dziś). Mieści się tu muzeum poświęcone przyrodnikowi i pisarzowi Johnowi Muirowi, który urodził się tu w 1838 roku. W okolicy – plaże i pola golfowe.
Lokalna gospodarka opiera się głównie na turystyce, rybołówstwie, rolnictwie i przemyśle alkoholowym (produkcja whisky i piwa).
W mieście znajduje się stacja kolejowa, na linii East Coast Main Line z Edynburga do Londynu.